# هراکلیدس از سایم
هراکلیدس از سایم (انگلیسی: Heracleides of Cyme; ۱ ژانویهٔ ۰۴۰۰ – ۱ ژانویهٔ ۰۳۵۰ پیش از میلاد) مورخ از اهالی سایم (شهر باستانی آئولیایی) بود. یک مورخ یونانی کم شهرت در ادبیات یونان باستان است که چند جلدی پرسیکا یا تاریخ ایران را نوشته است.
قطعاتی از پرسیکا عمدتاً توسط آثنئیوس حفظ شده است و آداب و رسوم دربار ایرانی را توصیف می‌کند. هراکلیدس خود تابع ایران تحت شاهنشاهی هخامنشی بود.

## ازدواج اردشیر دوم
تاریخ‌نویس یونانی دینون که حدوداً بین ۳۶۰ و ۳۴۰ قبل از میلا مدتی در دربار هخامنشی اقامت داشته می‌نویسد: اردشیر دوم (شاهنشاه هخامنشی) عشق پرشوری نسبت به دخترش آتوسا (دختر اردشیر دوم) داشت (erontos erbta deinon — Art. 23.2) و به تشویق همسرش پروشات با او ازدواج کرد. (Art. 23.3— ۵) با این وجود هراکلیدس می‌نویسد که پادشاه نه تنها با دخترش آتوسا، بلکه با خواهر بزرگتر خود آمستریس نیز ازدواج کرد. (Art. 23.6 و ۲۷٫۸—۹ = FGrH 689 F 7a and F 7b)
جوآن ام. بیگوود در مقاله ازدواج با محارم در ایران هخامنشی: اسطوره‌ها و واقعیت‌ها می‌نویسد: اخیراً مطرح شده است که این داستان‌ها می‌تواند نتیجه یک سوء تفاهم از تغییر در وضعیت یک دختر یا هر دو دختر اردشیر دوم در دربار باشد. با این حال، این روایت‌ها همچنین می‌توانند کاملاً تخیلی باشند. اینکه دو نویسنده باید در مورد اینکه آیا یک ازدواج وجود داشته یا دو با هم اختلاف نظر داشته باشند، مطمئناً شک برانگیز است. یک نظر یا هر دو باید اشتباه باشد. به همان اندازه نگران‌کننده است که این داستان شباهت‌هایی با داستان هرودوت از ازدواج کمبوجیه با دو خواهرش دارد. در داستان هرودوت ما اشتیاق غیرقانونی پادشاه به یکی از خواهران و قضات سلطنتی دربار را داریم که می‌گویند پادشاه می‌تواند هر کاری را که می‌خواهد انجام دهد (یعنی او منبع قانون است). این در داستان دینون به اشتیاق غیرقانونی پادشاه برای ازدواج به دخترش تبدیل می‌شود و ملکه مادر پروشات به او یادآوری می‌کند که او از نظر الهی به عنوان قانون منصوب شده است. به نظر می‌رسد دینون اردشیر دوم را به عنوان مبتکر ازدواج پدر و دختر در ایران هخامنشی به تصویر کشیده است، همان‌طور که کمبوجیه در داستان هرودوت مبدع ازدواج‌های برادر و خواهر است. گزارش هراکلیدس نیز، اگرچه ما حتی کمتر از نسخه دینون در مورد آن می‌دانیم، آشکارا ما را به یاد کمبوجیه می‌اندازد، زیرا در اینجا ازدواج دو دختر سلطنتی داریم. هیچ گونه مدرکی دال بر ازدواج اردشیر دوم و خواهرش، آمستریس وجود ندارد. یوزف ویزه‌هوفر (۱۹۹۶) می‌نویسد: ممکن است پس از مرگ همسر اردشیر دوم استاتیرای یکم، به آتوسا دختر او موقعیت بلندپایه‌تر درباری تحت عنوان ملکه مادر یا مادر وارث داده شده باشد.